# Сальниковий защільнювач

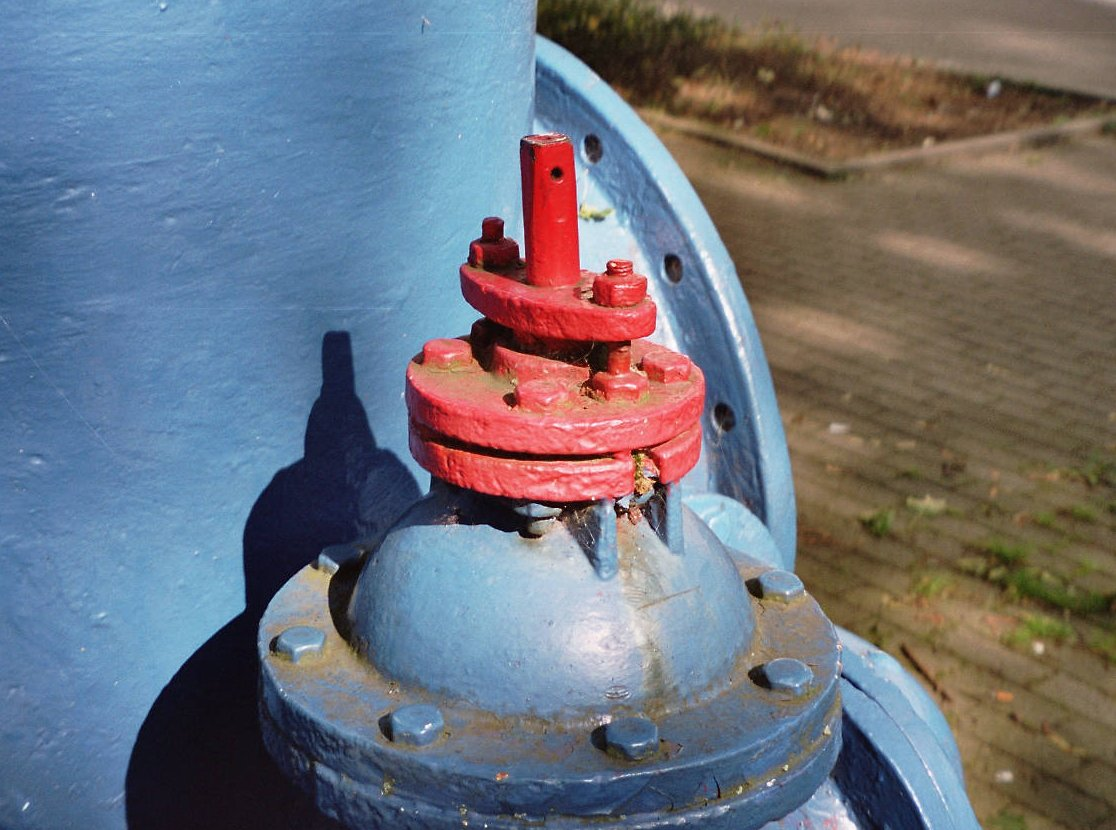
Сальниковий защільнювач засувки

Са́льникове ущі́льнення (са́льниковий защільнювач, сальник) — защільнювач рухомих з'єднань деталей з метою герметизації щілин між рухомими і нерухомими деталями; забезпечується податливими елементами, що одягають на вал (шток), або набивками, що закладаються у виточки чи заглибини кришок, корпусів та інших деталей.
Найчастіше сальникові защільнювачі використовуються у трубопровідній арматурі, а також в окремих механізмах промислової, транспортної та побутової техніки.
Крім рухомих вузлів, сальники можуть використовуватись для защільнювання нерухомого обладнання, наприклад в трубних і кабельних проводках.

## Конструкція та принцип роботи
Принцип побудови сальникового пристрою полягає у тому, що на зовнішній стороні кришки чи корпусу в місці, де через них проходить шток або вал, створюється сальникова камера (сальникова коробка, англ. stuffing box), в яку вкладається защільник — сальникова набивка.
Сальниковий защільнювач складається з корпусу, упорного кільця (грундбукси), натискної втулки, сальникового кільця (набивки) і стяжних шпильок або накидної гайки.
Защільнювання досягається притисканням сальникової набивки до рухомого вала (штока). Між валом та грундбуксою забезпечується зазор 0,5–0,75 мм, а між валом і натискною втулкою — зазор 1–1,5 мм. Ці зазори запобігають можливості зношування вала у відповідних місцях. Грундбукса і натискна втулка зазвичай виготовляються з чавуну.
У деяких конструкціях сальниковий пристрій одночасно є опорою для вала (вальниці ковзання). Тоді зазор між валом і натискною втулкою робиться мінімальним. Натискна втулка оснащується пристроєм для подавання та розподілу мастила і виготовляється з бронзи або оснащується бронзовою вставкою. За відсутності зазору між валом і грундбуксою остання також виготовляється з бронзи.

## Защільнювальні матеріали
Як набивки традиційно використовують повстяні матеріали, конопляне клоччя, азбестові матеріали. У сучасній техніці використовують набивки на основі фторопласту а також, тефлонового (PTFE), арамідного і вуглецевого волокна, виконані методом діагонального (діаплекс, мультифлекс) плетіння, з насиченням емульсіями PTFE та дрібнодисперсного графіту.
Допустимі температури експлуатації:
- при використанні традиційних матеріалів до 80 °C;
- при використанні полімерних матеріалів не вище 250 °C;
- при використанні азбестових та вуглецевих матеріалів до 400 °C.

Перелічені вище набивки можуть експлуатуватися при тисках 0,6–4 МПа в залежності від температури та матеріалу для просочування. Просочування служить для покращення герметизації і зменшення коефіцієнта тертя у пари набивка-вал. Для просочування набивок використовують сало, парафін, бітум, графіт, рідке скло, солідол, віскозин та ін.

## Приклади застосування

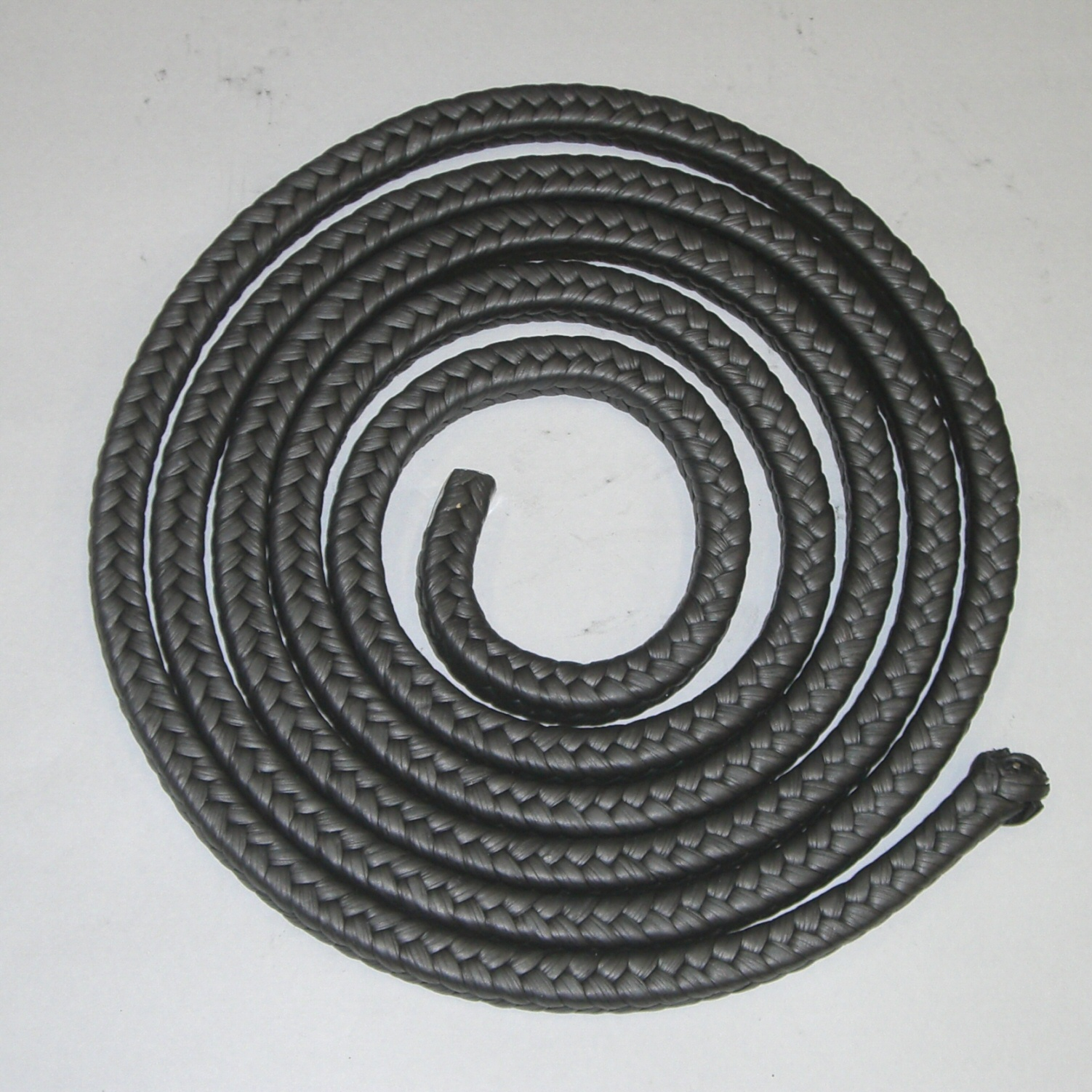
Шнур сальникової набивки
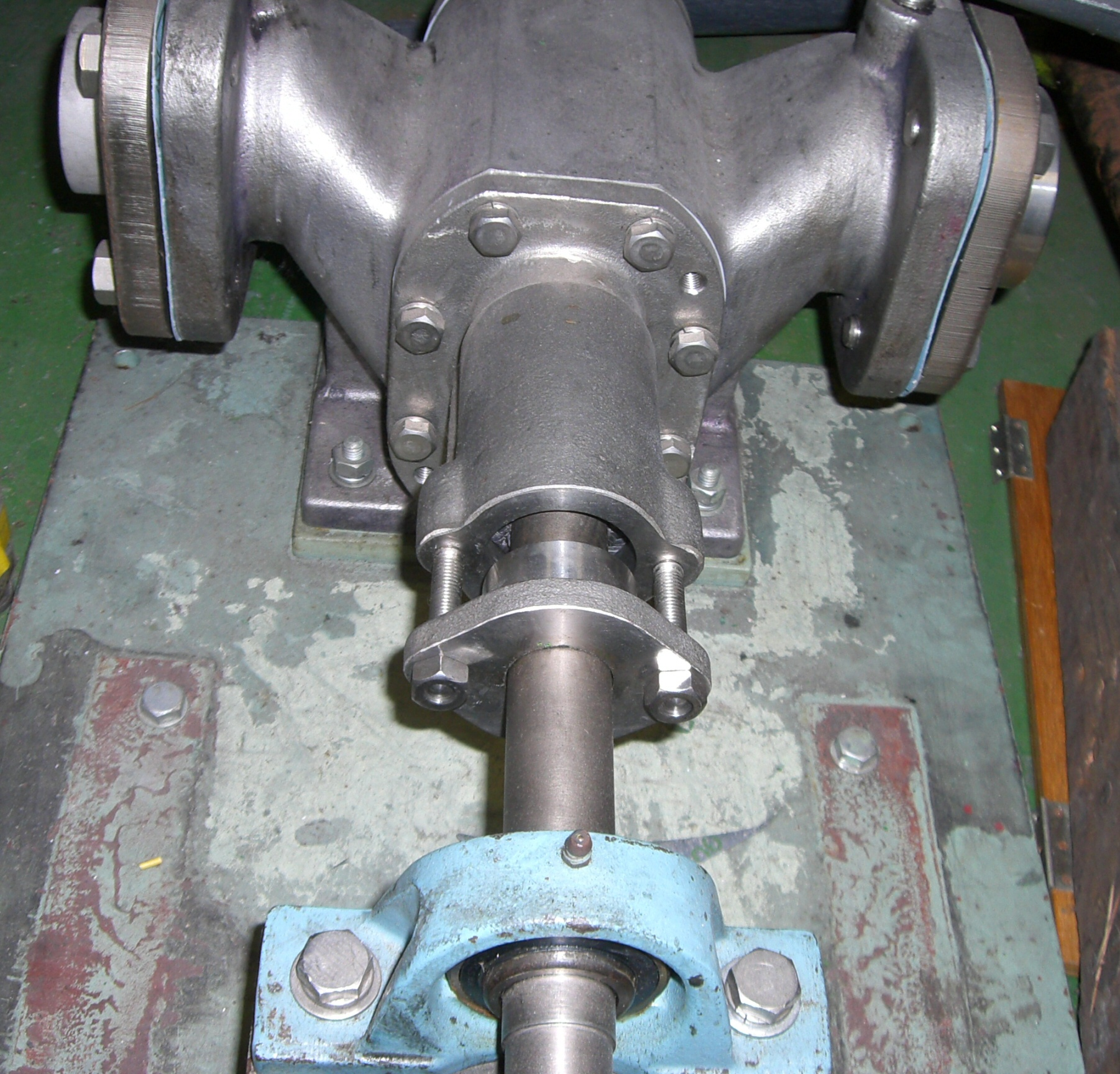
Сальникове ущільнення штока засувки
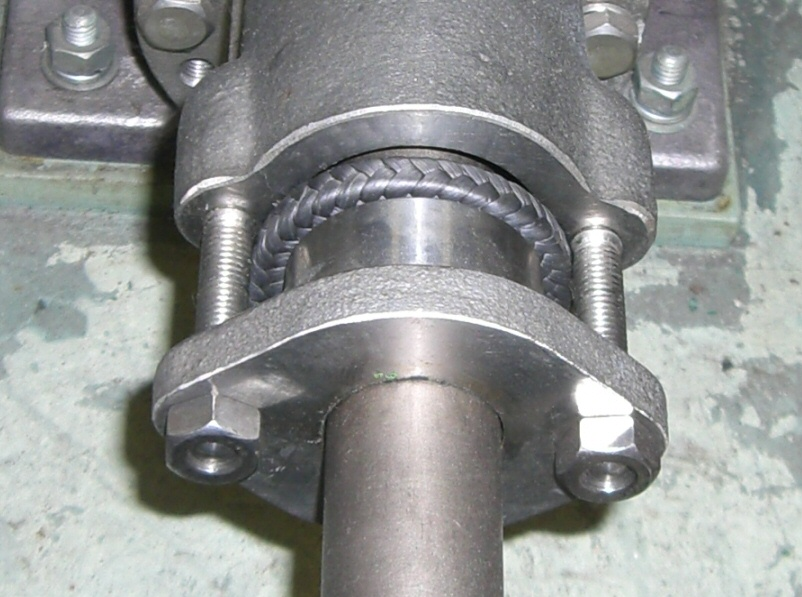
Монтаж сальникової набивки перед затягуванням
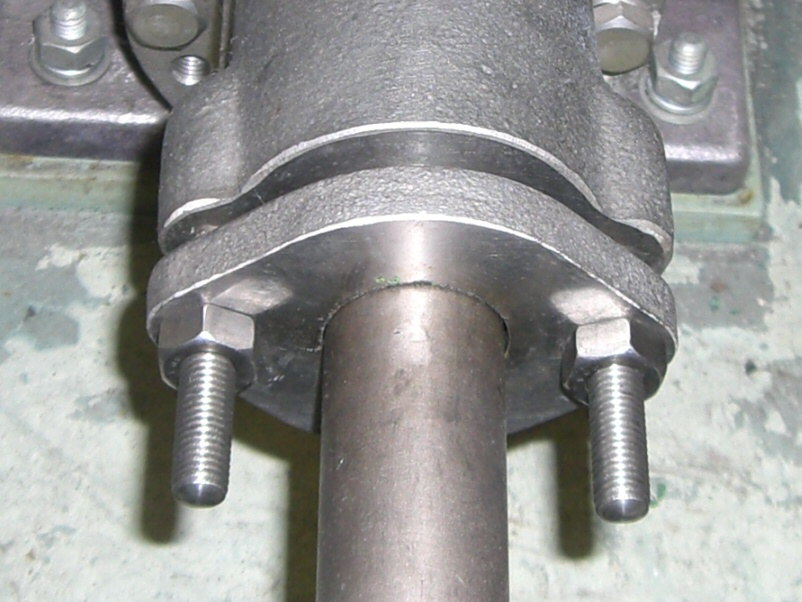
Сальниковий защільнювач після затягування шпильок